# Casa Matriz del Banco de Seguros del Estado

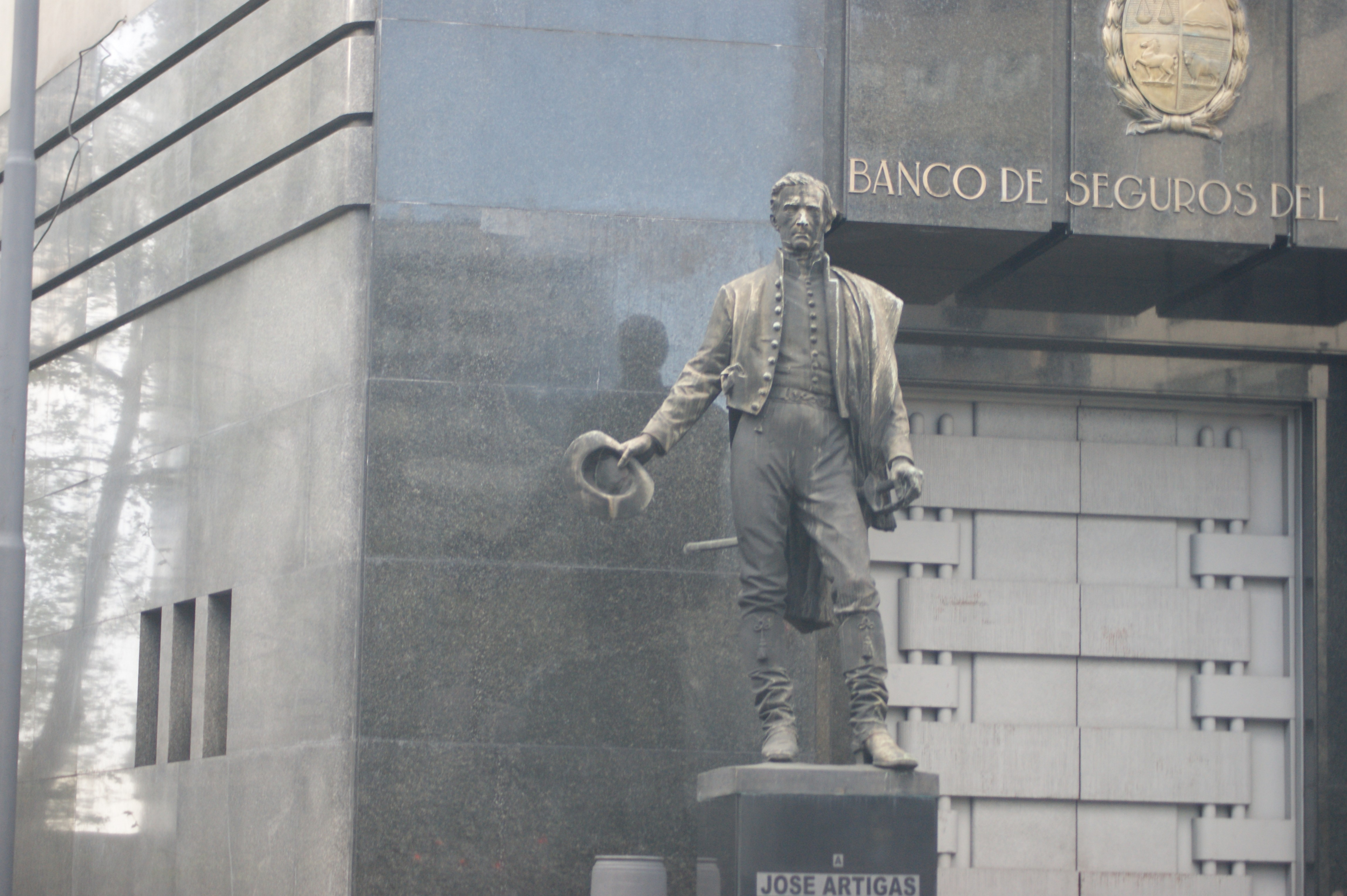
Monumento a José Gervasio Artigas sobre la explanada de la Casa Matriz del Banco de Seguros del Estado

La Casa Matriz del Banco de Seguros del Estado es la sede de la compañía estatal de seguros de Uruguay, está ubicado en el Centro de Montevideo, sobre la calle Mercedes y la Avenida del Libertador Juan Antonio Lavalleja.

## Historia
El edificio fue inaugurado en 1940 y sus arquitectos fueron Ítalo Dighiero y Beltrán Arbeleche.
Con este edificio, el Estado enmarca su voluntad explícita de promocionar sus empresas públicas, erigiendo nuevas sedes en un espacio emblemático de ese período como lo fue la Diagonal Agraciada, hoy Avenida del Libertador Brigadier General Juan Antonio Lavalleja, donde se prioriza la unidad tipológica en pos de resaltar el foco de atención que es el Palacio Legislativo.